# Tim Pritlove

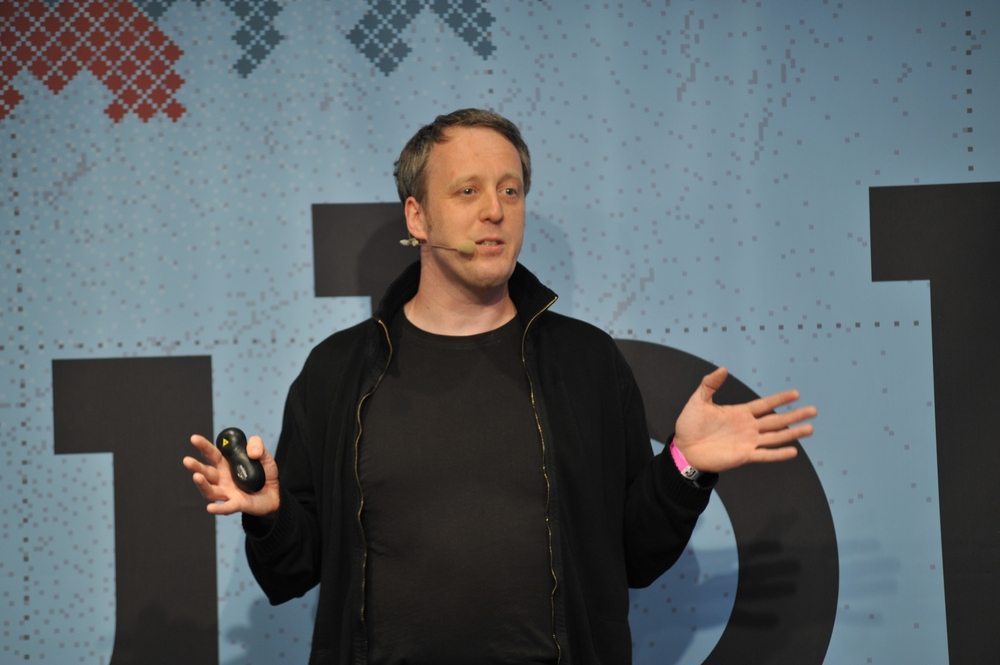
Pritlove auf der Re:publica 2011

Tim Francis George Pritlove (* 25. November 1967 in Gehrden) ist ein deutsch-britischer Podcaster und Medienkünstler. Er lebt und arbeitet in Berlin.

## Leben

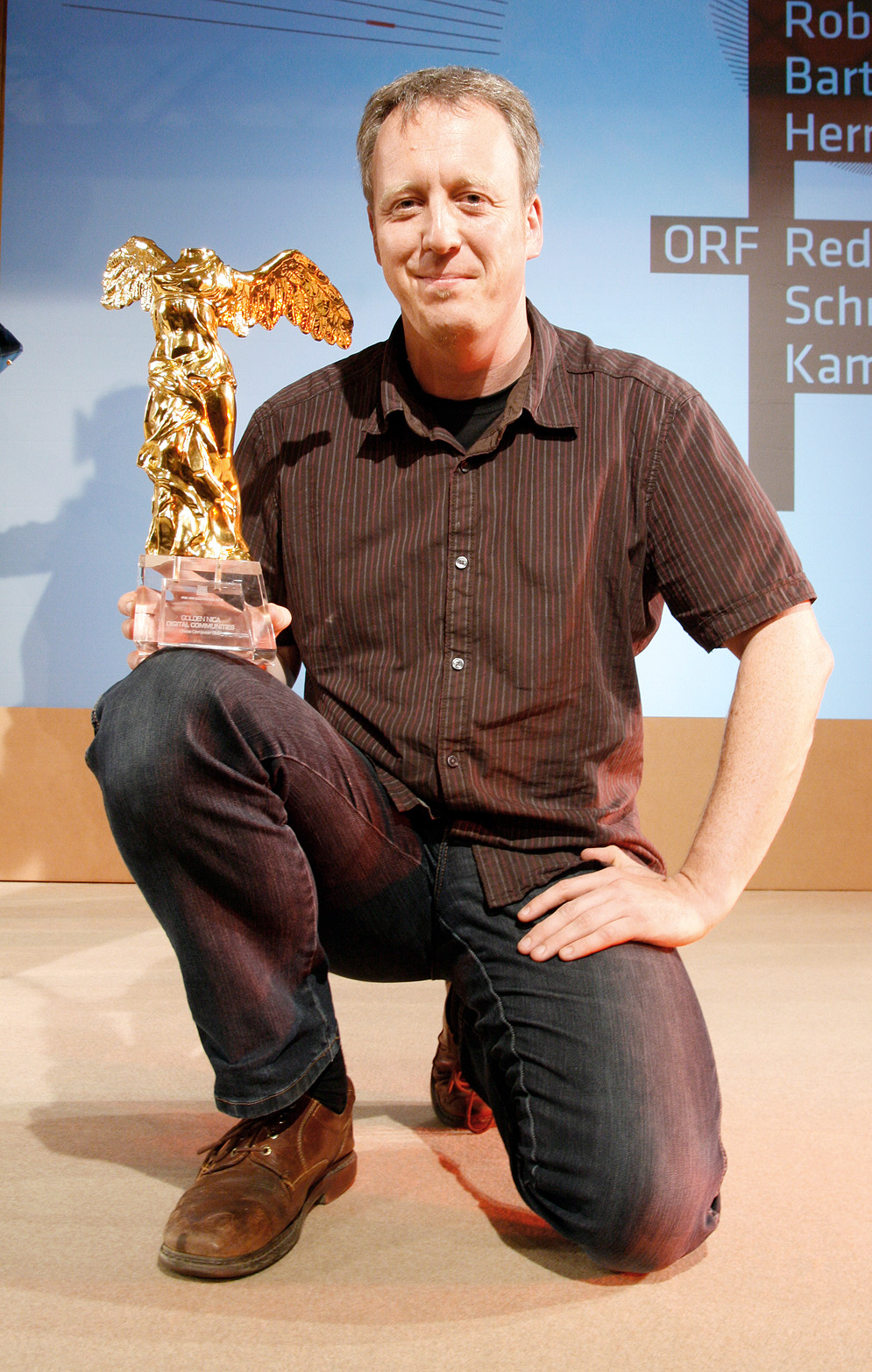
Pritlove mit der Goldenen Nica des Prix Ars Electronica 2010 für den Chaos Computer Club

Pritlove studierte Informatik, brach aber das Studium ab. Von 1998 bis 2005 war er Hauptorganisator des Chaos Communication Congress und des Chaos Communication Camps, bis 2006 war er auch als Geschäftsführer der Chaos Computer Club Veranstaltungs GmbH tätig. Er ist Mitglied im Chaos Computer Club und spielte in ihm eine zentrale Rolle. Am 4. September 2010 nahm Tim Pritlove stellvertretend für den Chaos Computer Club die Goldene Nica im Rahmen des Ars Electronica Festivals für Kunst, Technologie und Gesellschaft entgegen.
Als Diskordianer tritt Pritlove unter dem Künstlernamen Theodor Prinz der Tapfere (Hüter der Flamme des Herzens, Haus der Apostel der Eris) auf. Unter diesem Namen bloggte Pritlove bis Ende März 2008 außerdem im Blog MobileMacs von Spreeblick, seitdem unter seinem bürgerlichen Namen.
Tim Pritlove hat zwei Kinder. Er besitzt die britische Staatsbürgerschaft und beantragte aufgrund des Brexit zusätzlich die deutsche Staatsangehörigkeit, die ihm am 17. Oktober 2018 erteilt wurde.

## Medienkunst
Anfang der 1990er-Jahre gehörte Pritlove zu den Entwicklern der ersten telefonbasierten, interaktiven Kommunikationsplattform Villa. Er war Koordinator und Mitentwickler des Projekts Blinkenlights. Von 2000 bis 2006 war er als künstlerisch-wissenschaftlicher Mitarbeiter im Institut für zeitbasierte Medien an der Universität der Künste Berlin tätig. 1996 gründete er mit interhemd modebewusstseinserweiterung das erste T-Shirt-Label der Hacker-Kultur.

## Podcast und Radio
Pritlove war einer der Projektleiter des Chaosradio des Chaos Computer Clubs und koordinierte dessen Web- und Wiki-Seiten mit den dazugehörigen Podcast-Feeds.
Unter dem Firmennamen Metaebene Personal Media betreut, moderiert und produziert Tim Pritlove folgende Podcasts:
- Eigenprojekte
  - CRE zum Thema Technik, Gesellschaft und Kultur, mit wechselnden Gästen (seit November 2005, bis Mitte 2011 Chaosradio Express genannt)
  - Freak Show (bis Juli 2013 mobileMacs genannt) zum Thema Apple und Computer, mit Max Winde (bis Dezember 2012), Denis Ahrens, John-Paul Bader alias „hukl“, Ruotger Deecke alias „Roddi“, Clemens Schrimpe (seit April 2008) und Katja Dittrich alias „Letty“ (seit April 2016)
  - Not Safe For Work (kurz: NSFW) Selbstbezeichnung: Die Internationale Unterhaltungsgala, zusammen mit Holger Klein (seit Juni 2009)
  - Der Lautsprecher zum Thema Podcasten (seit Februar 2011)
  - The Lunatic Fringe (in Pritloves privatem Weblog werden seit Januar 2006 auch unregelmäßig Podcasts veröffentlicht)
  - Unsere kleine Welt (kurz: UKW) seit Januar 2019[17]
- Kollaborationen
  - Bundesradio zum Thema deutsche Politik, zusammen mit Philip Banse (drei Pilotfolgen und eine Sondersendung im September 2009, zwei weitere Folgen im März und April 2010)
  - Newz of the World zusammen mit Mark Fonseca Rendeiro, bekannt unter dem Pseudonym Bicyclemark (seit Januar 2012)
  - Logbuch: Netzpolitik zum Thema Netzpolitik und Datenschutz, zusammen mit Linus Neumann (seit Oktober 2011)
- Auftragsproduktionen
  - Raumzeit (Podcast) zum Thema Raumfahrt, von ESA und DLR (seit November 2010 bis Ende 2013; seit 2015 mit Unterstützung des Zeiss-Planetariums in Berlin wieder belebt.[18])
  - 01 podcast für die CeBIT zusammen mit Max Winde (begrenzt auf vier Folgen im Frühjahr 2009; neue Folgen zwischen Januar und März 2011)
  - Kolophon über Buchveröffentlichungen aus dem O’Reilly Verlag, von O’Reilly Deutschland (Juni bis August 2010, neue Folgen seit Mai 2011)
  - dieGesellschafter.de von der Aktion Mensch (Dezember 2008 bis Dezember 2009)
  - Greenpeace PolitCast (Mai und Juni 2010)
  - Fokus Europa von der Heinrich-Böll-Stiftung (seit April 2014)
  - Forschergeist vom Stifterverband für die Deutsche Wissenschaft (seit Oktober 2014)

## Programmierung
Pritlove entwickelte das Programm DISC MON 1541 für den C64-Computer, das von der Zeitschrift Input 64 zum „Programm des Monats“ gekürt wurde (Ausgabe 08/1985).